# Heinrich Leopold von Schindel
Heinrich Leopold von Schindel (1686 – 20. marts 1723) var en dansk godsejer og amtmand, bror til Charlotte Helene og Wiglas von Schindel.
Han ejede Elvedgård og var amtmand over Antvorskov og Korsør Amter fra den 7. april 1716 (gage fra den 12. samme måned) indtil sin død. Han var kammerjunker og blev etatsråd 29. oktober 1720.